# Isla del Cerrito
Isla del Cerrito is een plaats in het Argentijnse bestuurlijke gebied Bermejo in de provincie Chaco. De plaats telt 1.624 inwoners.

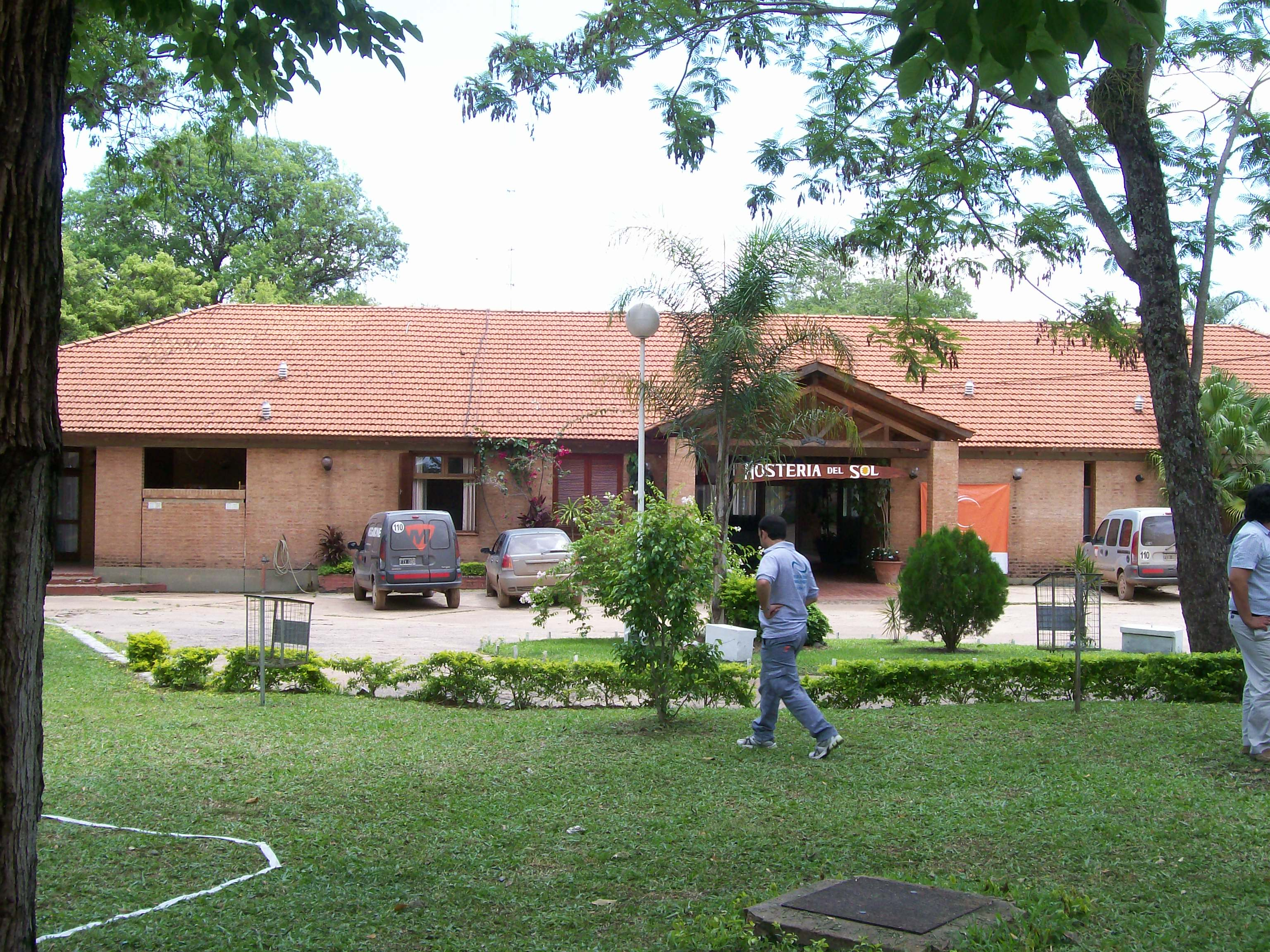
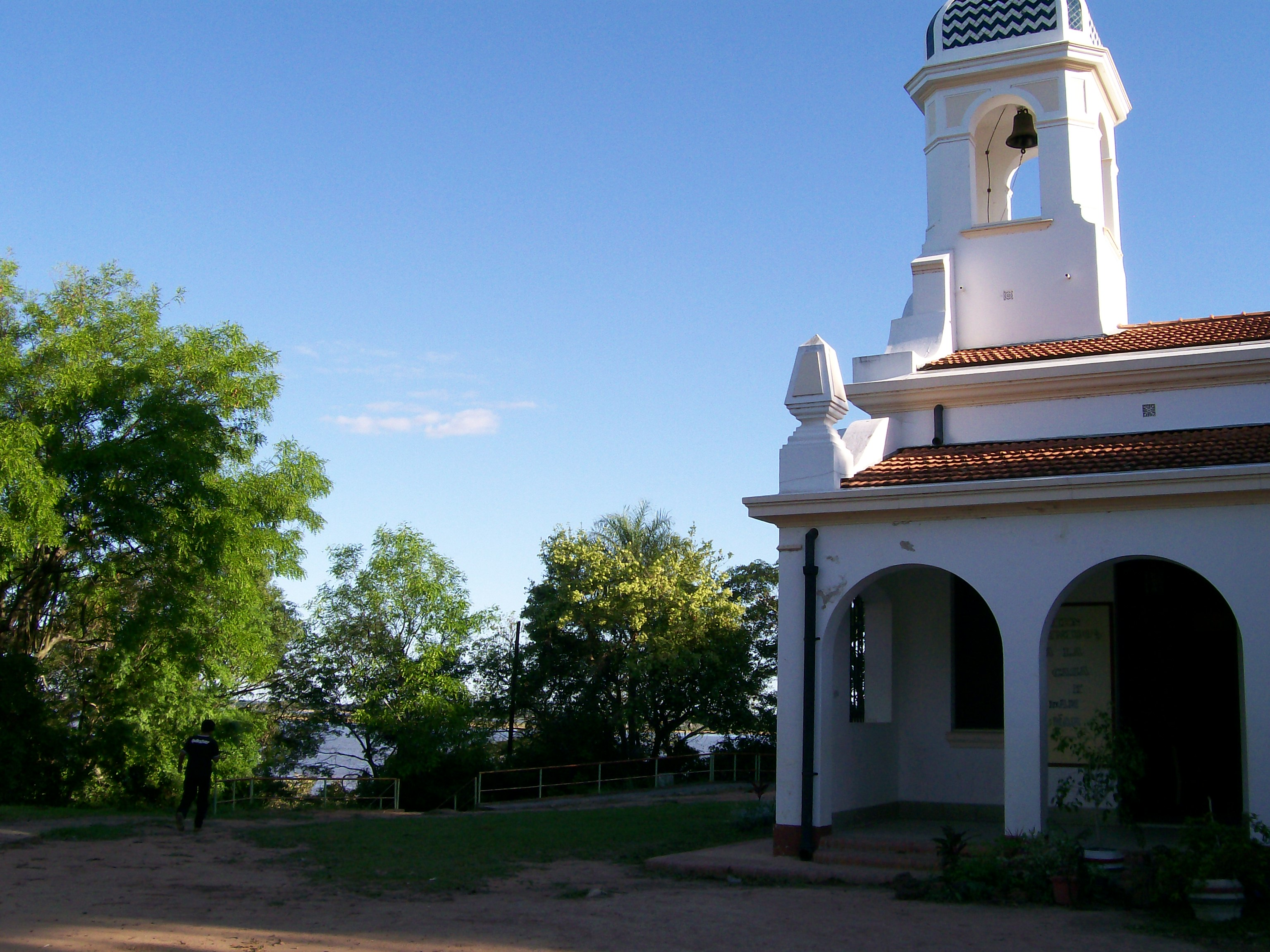
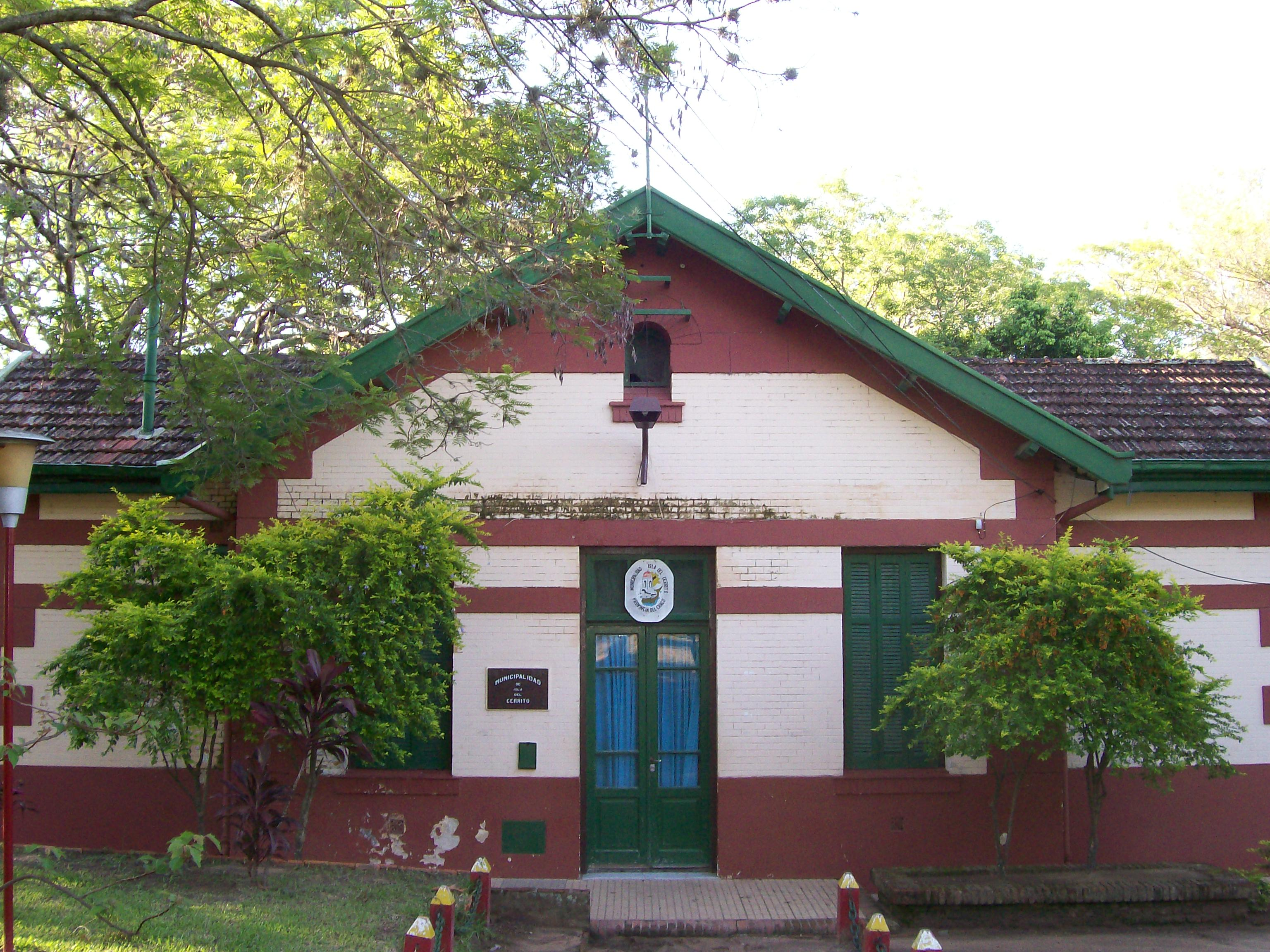